# Caspar Henselmann
Pour les articles homonymes, voir Henselmann.
Caspar Henselmann, né le 13 mars 1933 à Mannheim et mort le 14 novembre 2015, est un sculpteur allemand, installé aux États-Unis.

## Biographie
Caspar Henselmann, fils du sculpteur Albert Henselmann (1890-1974), a grandi dans le canton suisse du Tessin, où son père avait émigré avec sa famille en tant qu'« artiste dégénéré » à l'époque du national-socialisme. Il fréquente le lycée bénédictin de Minusio. En 1950, la famille a immigré aux États-Unis et s'installe à Chicago. Caspar Henselmann étudie à l'Art Institute of Chicago où il obtient un Bachelor of Fine Arts ; il a également obtenu un diplôme en illustration médicale à la faculté de médecine de l'université de l'Illinois. 
Depuis les années 1960, il vit et travaille à New York. Il crée des sculptures abstraites en acier, qui sont présentes dans de nombreux musées internationaux, dans des parcs de sculptures. Au cours des années 1990, il réalise de plus en plus de grandes sculptures qui occupent l'espace. 